# SARS-CoV-2-Variante Alpha

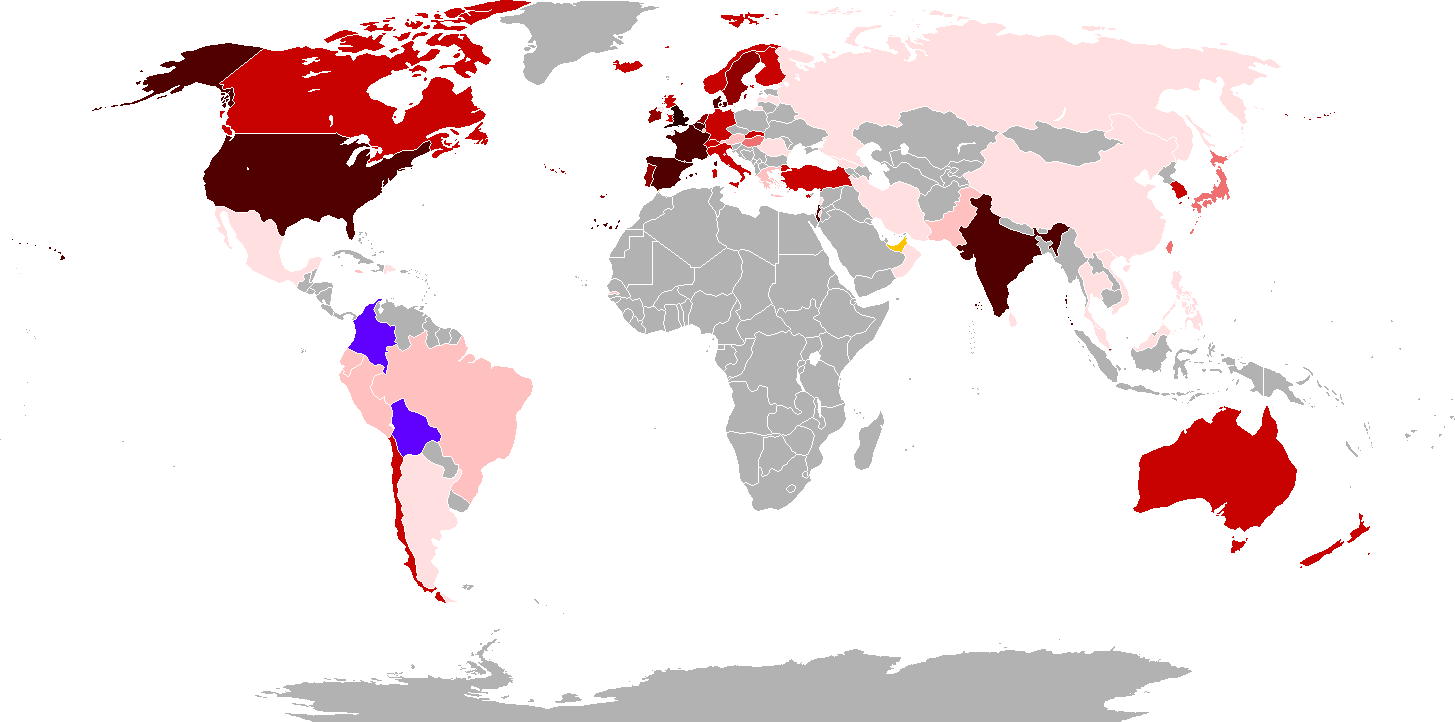
Länder mit bestätigten Fällen von VOC-202012/01 (historischer Stand: 23. Januar 2021)
Legende für den Farbcode:
über 1000 bestätigte Fälle
100–999
50–99
10–49
5–9
2–4
1 bestätigter Fall
keine präzise Angaben
verdächtige Fälle
ohne bestätigten Fall oder keine Daten

Die SARS-CoV-2-Variante Alpha ist eine durch Mutation entstandene Variante des Betacoronavirus SARS-CoV-2, die erste Probe stammte vom September 2020. Sie wird in der Pango-Nomenklatur mit B.1.1.7 bezeichnet. Vor Bezeichnung mit griechischen Buchstaben wurde diese SARS-CoV-2-Variante zum Teil „britische Mutante“ genannt; die Bezeichnung dieser SARS-CoV-2-Variante mit Alpha durch die WHO erfolgte, um eine Stigmatisierung der Länder zu vermeiden, in denen eine Variante von SARS-CoV-2 zuerst nachgewiesen wurde.
Die Alpha-Variante von SARS-CoV-2 ist etwa 60 % ansteckender als der zuvor vorherrschende Wildtyp des Virus. Sie weist ebenso wie die erstmals in Südafrika nachgewiesene SARS-CoV-2-Variante Beta eine N501Y-Mutation innerhalb der Rezeptor-bindenden Domäne (RBD) des Spike-Glykoproteins auf, das für die Bindung des Virions an das Enzym ACE-2 in der Zellmembran menschlicher Zellen erforderlich ist.
Vom Frühjahr zum Sommer 2021 verbreitete sich weltweit die SARS-CoV-2-Variante Delta und setzte sich dabei Zug um Zug gegen die Variante Alpha durch. Am 3. September 2021 wurde die Variante Alpha von der europäischen Seuchenschutzbehörde ECDC und am 21. September 2021 von der amerikanischen Seuchenschutzbehörde CDC zurückgestuft und gilt seitdem nicht mehr als besorgniserregend, sondern nur noch als Variante unter Beobachtung (Variant being monitored).

## Bezeichnung
Die vorhergehende PHE-Bezeichnung der Variante war VUI-202012/01 (VUI für englisch „variant under investigation“ ‚Variante in Untersuchung‘, gefolgt von Jahr, Monat und einer Nummer).  Nach einer Risikobewertung durch NERVTAG, dem zuständigen Expertenausschuss in Großbritannien, wurde die Variante umbenannt in VOC-202012/01 (VOC für englisch „variant of concern“ ‚besorgniserregende Variante‘). Andere Bezeichnungen sind B.1.1.7 nach der Pango-Nomenklatur oder 20I/501Y.V1 nach Nextstrain, die auf den Stammbaum beziehungsweise auf Eigenschaften der Variante Bezug nehmen. In den deutschen Medien wurde sie auch „britische Variante“ genannt, in Großbritannien „Kent variant“. Auf eine einheitliche Bezeichnung konnten sich Wissenschaftler bis Anfang 2021 noch nicht einigen, einige hatten die Verwendung von Ländernamen kritisiert.
Mitte 2021 hatten sich die WHO-Bezeichnung Alpha, nach Pango-Nomenklatur B.1.1.7, nach GISAID GRY und Nextstrain 20I (V1) durchgesetzt.

## Verbreitung

### Großbritannien
Die Variante Alpha wurde erstmals im November 2020 während der COVID-19-Pandemie im Südosten Englands bekannt. Laut Nicholas G. Davies vom Center for Mathematical Modeling of Infectious Diseases (CMMI) (Zentrum für mathematische Modellierung von Infektionskrankheiten) verursachte die neue Variante Anfang November 2020 in London rund 28 Prozent, einen Monat später 62 Prozent aller Fälle. Im Südosten Englands waren mehr als die Hälfte der COVID-Infizierten von der neuen Variante betroffen.
Die COVID-19-Pandemie im Vereinigten Königreich hatte trotz Lockdown stark zugenommen: Am 1. Januar 2021 wurden 55.892 Neuinfizierte an einem einzigen Tag registriert, am 1. Dezember waren es noch 12.330. In Teilen Londons lag die Kennziffer Neuinfektionen in den vergangenen sieben Tagen Anfang 2021 bei über 1100; Eine Woche danach waren es schon bis zu 1600; Bürgermeister Sadiq Khan rief am 9. Januar 2021 den Katastrophenfall für London aus.
Bis zum 10. Januar wurden in England 1,2 Millionen Menschen geimpft, dazu einige Hunderttausend in Schottland, Wales und Nordirland. Mitte Januar berichten offizielle Quellen von 333.000 weiteren Impfungen pro Woche.
Bis Mitte Februar möchte die Regierung alle priorisierten Gruppen (15 Millionen Briten = 23 Prozent der Bevölkerung) geimpft haben.
In Irland hat die Zahl der Neuinfizierten noch weitaus stärker zugenommen als in Großbritannien (siehe COVID-19-Pandemie in Irland #Verlauf). Auch in Portugal hat die mutierte Variante die Infektionszahlen emporschnellen lassen (siehe COVID-19-Pandemie in Portugal#Verlauf).

### Deutschland
Die Variante Alpha verdrängte in Deutschland von Januar bis März 2021 die vorherigen SARS-CoV-2 Viren v. a. des Wildtypus und wurde von Mai bis Juli 2021 von der SARS-CoV-2-Variante Delta abgelöst (s. Abb.).
In Deutschland tauchte die Alpha-Variante im November 2020 auf, was erst am 29. Dezember bekannt wurde. Betroffen waren ein inzwischen verstorbener älterer Patient mit Vorerkrankungen und seine Ehefrau (beide in Niedersachsen). Die Tochter des Ehepaars war im November in Großbritannien gewesen und hatte sich wahrscheinlich dort infiziert. Den Virusnachweis führte die Medizinische Hochschule Hannover, die Kontrolluntersuchung die Charité.
Bis etwa Jahresende 2020 wurde nur jeder 900. positive Corona-Test auf Mutationen geprüft, dazu muss das Erbgut des Virus sequenziert werden. In Großbritannien wurde dagegen jeder 15. bis 20. positive Test sequenziert. Die Bundesregierung gab im Januar 2021 an, diese Quote ebenfalls erreichen zu wollen.
Das Europäische Zentrum für die Prävention und die Kontrolle von Krankheiten (ECDC) hat Ende 2020 dringend empfohlen, mehr zu sequenzieren.
Das RKI gab in einem Bericht vom 17. Februar bekannt, dass der Anteil der Alpha-Variante nach der Erhebung von über 30.000 Proben in der 6. Kalenderwoche 2021 in Deutschland ca. 22,8 % betrug, in der 5. Kalenderwoche waren es erst 10,1 % gewesen. In der 8. Kalenderwoche (22. bis 28. Februar) ließen sich 46 % auf die Alpha-Variante zurückführen. Die Zahl der Fälle zeigte damit eine durchschnittliche wöchentliche Steigerung von 12,4 %. In der 10. Kalenderwoche (8. bis 14. März) ließen sich 72 Prozent auf die Alpha-Variante zurückführen und in der 12. Kalenderwoche 78 Prozent. Am 1. April waren es laut des RKI 88 Prozent.

### Estland
Am 8. März 2021 kündigte Regierungschefin Kaja Kallas wegen der rapiden Ausbreitung der Variante Alpha einen einmonatigen Lockdown ab 11. März an. Der Schulbetrieb soll fast vollständig auf Fernunterricht umgestellt werden. Gastronomie und Einzelhandelsgeschäfte müssen schließen. Ausnahmen gelten für Läden des täglichen Bedarfs.
Die Alpha-Variante sei in Estland zuletzt in 98 Prozent aller analysierten Proben gefunden worden.
Estland hatte bis dato lockerere Corona-Beschränkungen als die beiden anderen baltischen Staaten Lettland und Litauen.
Estland (1,9 Millionen Einwohner) hat laut ECDC (Europäisches Zentrum für die Prävention und die Kontrolle von Krankheiten) eine der höchsten Infektionsraten in Europa (siehe COVID-19-Pandemie in Estland#Statistik). Seit dem 23. Februar wurden täglich weit über 1000 neue Fälle registriert.

### Türkei
Die Türkei hatte die Coronabeschränkungen Anfang März teilweise aufgehoben – seitdem stiegen die Fallzahlen rapide auf 39.000 Corona-Neuinfektionen und 152 COVID-Tote an einem Tag (Ende März).
Gesundheitsminister Fahrettin Koca sagte Ende März 2021, die Alpha-Variante habe in der Türkei einen Anteil von 75 Prozent erreicht.

### USA
Am 15. Januar 2021 prognostizierte das US CDC, die neue Variante Alpha werde in den USA im März 2021 zur vorherrschenden Variante werden. Dies könne die medizinische Infrastruktur in den USA weiter anspannen.
Joe Biden möchte bewirken, dass in den ersten 100 Tagen seiner Amtszeit, die am 20. Januar 2021 begann, 100 Millionen Amerikaner geimpft werden.
Das CDC berichtet (Stand 2. März) 2506 gemeldete Fälle dieser Variante.

### Schweden
Der erste bekannte Fall ereignete sich im Dezember 2020, als sich ein Reisender aus Großbritannien mit der Variante Alpha infiziert hatte. Die schwedische Regierung reagierte daraufhin mit Reisebeschränkungen.
Bereits im Februar 2021 breitete sich die Mutation schnell aus und machte einen Anteil von 11 % der Neuinfektionen aus. Im März übernahm diese Variante einen Anteil von fast 50 % der Neuinfektionen, welcher jedoch regional stark variiert.

### International
Im Dezember 2020 wurde die Variante Alpha in der Schweiz nachgewiesen.
Am 2. Januar 2021 war die Variante bereits in 33 Ländern nachgewiesen, darunter in China, Indien, Pakistan, Japan, Südkorea, Taiwan, Norwegen, Italien, Libanon, Kanada, Dänemark, Frankreich und Island.
Ende Januar 2021 wurde bekannt, dass die Mutation S:E484K, die auch in den Varianten Beta und Gamma auftritt, in der Alpha-Variante aufgetreten ist.

## Eigenschaften
Die Variante VOC-202012/01 (Alpha) enthält insgesamt 23 Mutationen, darunter sind 6 synonyme (=stille) Mutationen, 13 nichtsynonyme Mutationen und 4 Deletionen, durch die sie sich von der Form des Virus unterscheidet, die in Wuhan dominierte. Eine stille Mutation (=synonyme Mutation) ist eine Mutation in der codierenden Abfolge von Nukleinbasen der Nukleinsäure, die sich nicht auf die Aminosäuresequenz (Proteinbiosynthese) eines neu entstehenden Proteins auswirkt. Sie ist meist eine Punktmutation durch Substitution. Dabei wird ein Nukleotid gegen ein anderes getauscht, das betroffene Codon wird damit zwar geändert, aber die codierte Aminosäure bleibt gleich. Bei einer nichtsynonymen (Austausch-)Mutation dagegen führt der Austausch dem genetischen Code entsprechend zum Einbau einer anderen Aminosäure als zuvor. Bei einer Deletion fehlt ein Teil der früheren Nukleotidsequenz. VOC 202012/01 wird durch multiple Spike-Protein-Veränderungen (Deletion 69-70, Deletion 144, N501Y, A570D, D614G, P681H, T716I, S982A, D1118H) sowie durch weitere Mutationen in anderen Regionen des Genoms definiert. Die Mutation N501Y ist eine von sechs Änderungen von Aminosäuren in der Rezeptorbindungsdomäne im S-Protein. Auch die Deletion von 2 Aminosäuren (69-70del) im S-Protein könnte sich auf das Bindungsverhalten des Virus auswirken. Die Variante gehört zur Nextstrain-Klade 20B, zur GISAID-Klade GR, Linie B.1.1.7. Das COVID-19 Genomics UK Consortium hat bisher 157.439 Genome (von etwa 285.000 Genomen, die der Datenbank GISAID übermittelt wurden) sequenziert.

### N501Y-Mutation
Die N501Y-Mutation ist eine Mutation im Genom von SARS-CoV-2 in jenem Bereich seiner RNA, der für das Spike-Protein (S-Protein) codiert. Infolge des Austausches einer Nukleinbase durch eine andere in einem bestimmten Nukleotid des RNA-Strangs wird dann in der Aminosäuresequenz des Spike-Proteins an Position 501 anstelle der Aminosäure Asparagin (N) die Aminosäure Tyrosin (Y) eingebaut. Eine nachlassende Wirkung einer Impfung und eine geringere Wirkung von Antikörpern durch die N501Y-Mutation wird nicht ausgeschlossen, gilt aber nach ersten veröffentlichten Untersuchungen als sehr unwahrscheinlich.

## Konsequenzen
In einer am 3. März 2021 in Science veröffentlichten Studie (am 23. Dezember 2020 noch ohne Peer-Review vorpubliziert) schätzten Forscher, dass VOC 202012/01 um ungefähr den Faktor 1,6 ansteckender sein könnte als die bereits existierenden Varianten von SARS-CoV-2. Sie fanden keine eindeutigen Beweise dafür, dass VOC 202012/01 zu einem schwereren oder leichteren Verlauf von COVID-19 führt als die bereits existierenden Varianten.
Mit Stand vom 23. Dezember 2020 gab es keine Hinweise darauf, dass das Virus von bestehenden Antikörpern gegen das S-Protein anderer Stämme nicht erkannt wird oder dass die bis dahin entwickelten Impfstoffe in ihrer Wirksamkeit abgeschwächt würden. Im Vereinigten Königreich laufen derzeit Untersuchungen, um diese Frage zu klären.
Es gibt laut neueren Arbeiten an der Harvard-Universität Hinweise darauf, dass eher die längere Dauer der Infektiosität Ursache dafür ist, dass B.1.1.7 ansteckender ist als der Wildtyp von SARS-CoV-2.

### Symptome
Der Anteil von Menschen, die nach einer Ansteckung Symptome zeigen, ist bei VOC 202012/01 etwas höher als bei der ursprünglich bekannten Form. Husten, Halsschmerzen, Erschöpfung, Muskelschmerzen und Fieber traten zwischen drei und etwa achteinhalb Prozent häufiger auf. Hingegen führte die mutierte Form drei Prozent seltener zu Geruchs- und Geschmacksverlust.

### Berichte über höhere Sterblichkeit
Im März 2021 erschienen in renommierten wissenschaftlichen Fachzeitschriften zwei Publikationen, die den Verdacht einer deutlich erhöhten Mortalität gegenüber der ursprünglichen Form des SARS-CoV-2-Virus aussprachen. Die NERVTAG, ein Gremium aus Wissenschaftlern, das regelmäßig Berichte aus dem Gesundheitswesen und Studien zu neuen Atemwegsinfektionen im Auftrag der britischen Regierung diskutiert und die Regierung berät, sah jedoch deutliche Schwächen in diesen Arbeiten. Es besteht zum Beispiel die Möglichkeit, dass die Dunkelziffern unerkannter Infektionen sich bei den verschiedenen Virus-Varianten unterscheiden.

## Weitere Varianten
501.V2 (alias N501Y.V2) ist eine weitere mutierte Variante des SARS-CoV-2, später Beta (B.1.351) genannt. Die Variante wurde in Südafrika entdeckt und am 18. Dezember 2020 vom Gesundheitsministerium des Landes gemeldet. In 501.V2 wurden zwei weitere Mutationen gefunden, die in der Variante VOC-202012/01 fehlen: E484K und K417N; umgekehrt fehlt in 501.V2 die in VOC-202012/01 festgestellte Mutation 69-70del.
Am 24. Dezember 2020 wurde in Nigeria eine weitere neue Variante von SARS-CoV-2 entdeckt. Diese unterscheidet sich von 501.V2 durch die auch bei VOC-202012/01 vorhandene P681H-Mutation (ebenfalls im S-Gen). An Position 681 war Histidin anstelle der ursprünglichen Aminosäure Prolin vorhanden, die sich unmittelbar neben der Furinspaltungsstelle befindet. Sie beeinflusst nach der Bindung das weitere Eindringen des Virus in die Zelle.
Ende März 2021 wurde in Angola bei drei Reisenden aus Tansania die Variante A.VOI.V2 festgestellt, die 14 Veränderungen allein im Spike-Protein aufweist.
Die in Indien entdeckte Delta-Variante (B.1.617.2) sowie weitere Subkladen der Variante B.1.617 kombinieren die wesentlichen Mutationen von dieser Variante Alpha (B.1.1.7) mit denen von Beta (B.1.351). Die sogenannte „Doppelmutante“ ist Mitte April 2021 bereits für 60 Prozent der Neuinfektionen im indischen Bundesstaat Maharashtra nachgewiesen und breitet sich weiter stark aus.